# Prison d'État de Shawshank
La prison d'État de Shawshank (en anglais : Shawshank State Prison) est une prison d'État américaine fictive située dans l'État du Maine, en Nouvelle-Angleterre. L'établissement est sorti de l'imagination de Stephen King et sert de lieu principal dans sa nouvelle Rita Hayworth et la Rédemption de Shawshank, ainsi que dans son adaptation cinématographique ultérieure.
La prison est également mentionnée dans plusieurs autres ouvrages écrits par Stéphen King mais également dans certaines œuvres écrites par  Tabitha King et Joe Hill, la femme et le fils de Stephen King.
La prison de Shawshank s'inscrit ainsi dans ce qui peut s'apparenter à un multivers dans lequel sont intégrées de nombreuses œuvres de Stephen King.

## Histoire
La prison d'État de Shawshank apparaît pour la première fois dans la nouvelle de Stephen King intitulée Rita Hayworth et la Rédemption de Shawshank . L'histoire est initialement publiée dans le recueil de nouvelles Différentes Saisons publié en 1982. L'histoire est publiée aux côtés de trois autres nouvelles, dont deux font également référence à la prison.
Les Évadés, film basé sur la nouvelle, sort en 1994. Le bâtiment utilisé pour le tournage est alors l'ancien maison de correction d’État de l'Ohio située à Mansfield dans l’État américain de l'Ohio.

La prison d'État de Shawshank apparaît également dans plusieurs épisodes de la série Castle Rock diffusée sur Hulu. Les showrunners de la série utilisent notamment l'ancien pénitencier de Virginie-Occidentale comme décors pour les scènes tournées en prison.

« Une partie de la raison pour laquelle nous avons choisi la prison dans laquelle nous avons choisi de tourner était que nous aimions l'idée qu'il y ait des maisons littéralement à l'ombre de la prison. C'est assez différent de l'incroyable prison de l'Ohio qu'ils ont utilisée pour le film, qui est isolée. »

— Sam Shaw, showrunner de la série Castle Rock

## Œuvres faisant référence à la prison d'État de Shawshank[4]
| Année de parution | Titre                                          | Remarques |
| ----------------- | ---------------------------------------------- | --- |
| 1982              | Un élève doué                                  | La nouvelle a été initialement publiée dans la collection Différentes Saisons . L'histoire apparaît aux côtés de la nouvelle Rita Hayworth et la Rédemption de Shawshank, à laquelle elle fait référence mais sans citer le nom de la prison,.                                           |
| 1982              | Le Corps                                       | La nouvelle a été initialement publiée dans la collection Différentes Saisons. L'histoire apparaît aux côtés de la nouvelle Rita Hayworth et la Rédemption de Shawshank. |
| 1985              | Nona                                           | Publié dans Brume. |
| 1985              | Le Piège                                       | Roman publié par Tabitha King, la femme de Stephen King. |
| 1986              | Ça                                             | Mention,. |
| 1986              | Dead Zone                                      | Mention. |
| 1990              | Le Molosse surgi du soleil                     | Nouvelle publiée dans Minuit 4 . |
| 1991              | Bazaar                                         | Mention : l'un des personnages, Ace Merrill, a été détenu dans la prison,. |
| 1992              | Dolorès Claiborne                              | Évocation. |
| 1993              | Le Cinquième Quart                             | Publié à l'origine dans le numéro d'avril 1972 de Cavalier, The Fifth Quarter a ensuite été révisé et publié dans le recueil de nouvelles Rêves et Cauchemars publié en 1993. C'est dans cette dernière publication que le personnage principal mentionne qu'il a travaillé à Shawshank. |
| 1995              | Rose Madder                                    | Évocation : l'un des personnages évoque le fait d'avoir été détenu dans la prison. |
| 1998              | Sac d'os                                       | Évocation : l'un des personnages évoque le fait d'avoir été détenu dans la prison,. |
| 2004              | La Tour sombre - Vol. 6 : Le Chant de Susannah | Évocation : l'un des personnages évoque le fait d'avoir travaillé dans la prison. |
| 2007              | Blaze                                          | Évocation,. |
| 2009              | Dôme                                           | |
| 2010              | Bon ménage                                     | Roman publié dans Nuit noire, étoiles mortes. |
| 2011              | 22/11/63                                       | Évocation,. |
| 2020              | Le Téléphone de M. Harrigan                    | Roman publié dans Si ça saigne . |
| 2021              | Après                                          | |
| 2021              | Si ça saigne                                   | Évocation. |

## La prison dans d'autres médias
En plus d'apparaître dans la série télévisée Castle Rock, la prison d'État de Shawshank, est également mentionnée dans deux épisodes de la série télévisée Haven et un épisode de la série télévisée Arabesque. Des références à la prison sont également présentes dans les œuvres du fils de Stephen King, Joe Hill qui est également romancier, notamment le roman Nosfera2, publié en 2014, et la bande dessinée Basket Full of Heads, publiée en 2019,.
Le nom « Shawshank » est souvent utilisé dans la culture populaire pour faire référence à une évasion de prison réussie. Un exemple d'utilisation de cette référence se trouve notamment dans le douzième épisode de la première saison de la série télévisée Flash, la série accueillant également des acteurs faisant également partie de la distribution du film Les Évadés tels que Clancy Brown et William Sadler,.